# Кацабаћ
Кацабаћ је насеље у Србији у општини Бојник у Јабланичком округу. Према попису из 2022. било је 428 становника (према попису из 2002. било је 668 становника).

## Демографија
У насељу Кацабаћ живи 548 пунолетних становника, а просечна старост становништва износи 46,1 година (44,3 код мушкараца и 47,9 код жена). У насељу има 244 домаћинства, а просечан број чланова по домаћинству је 2,74.
Ово насеље је великим делом насељено Србима (према попису из 2002. године), а у последња три пописа, примећен је пад у броју становника.
|  |

| Демографија | Демографија | Демографија |
| Година      | Становника  | Становника  |
| ----------- | ----------- | ----------- |
| 1948.       | 1.221       |             |
| 1953.       | 1.290       |             |
| 1961.       | 1.160       |             |
| 1971.       | 1.010       |             |
| 1981.       | 876         |             |
| 1991.       | 739         | 738         |
| 2002.       | 668         | 677         |
| 2011.       | 553         |             |

| Етнички састав према попису из 2002.‍ | Етнички састав према попису из 2002.‍ | Етнички састав према попису из 2002.‍ | Етнички састав према попису из 2002.‍ | Етнички састав према попису из 2002.‍ |
| ------------------------------------ | ------------------------------------ | ------------------------------------ | ------------------------------------ | ------------------------------------ |
|                                      |                                      |                                      |                                      |                                      |
| Срби                                 | Срби                                 |                                      | 662                                  | 99,10%                               |
| Роми                                 | Роми                                 |                                      | 6                                    | 0,89%                                |
| непознато                            | непознато                            |                                      | 0                                    | 0,0%                                 |

| Година пописа     | 1948. | 1953. | 1961. | 1971. | 1981. | 1991. | 2002. |
| ----------------- | ----- | ----- | ----- | ----- | ----- | ----- | ----- |
| Број домаћинстава | 194   | 216   | 221   | 248   | 255   | 254   | 244   |

| Број чланова      | 1  | 2  | 3  | 4  | 5  | 6  | 7 | 8 | 9 | 10 и више | Просек |
| ----------------- | -- | -- | -- | -- | -- | -- | - | - | - | --------- | ------ |
| Број домаћинстава | 54 | 93 | 30 | 27 | 19 | 14 | 5 | 2 | 0 | 0         | 2,74   |

| Пол    | Укупно | Неожењен/Неудата | Ожењен/Удата | Удовац/Удовица | Разведен/Разведена | Непознато |
| ------ | ------ | ---------------- | ------------ | -------------- | ------------------ | --------- |
| Мушки  | 272    | 35               | 200          | 24             | 10                 | 3         |
| Женски | 297    | 27               | 201          | 54             | 15                 | 0         |
| УКУПНО | 569    | 62               | 401          | 78             | 25                 | 3         |

| Пол    | Укупно                    | Пољопривреда, лов и шумарство | Рибарство                            | Вађење руде и камена | Прерађивачка индустрија       |
| ------ | ------------------------- | ----------------------------- | ------------------------------------ | -------------------- | ----------------------------- |
| Мушки  | 161                       | 115                           | 0                                    | 0                    | 15                            |
| Женски | 105                       | 90                            | 0                                    | 0                    | 3                             |
| УКУПНО | 266                       | 205                           | 0                                    | 0                    | 18                            |
| Пол    | Производња и снабдевање   | Грађевинарство                | Трговина                             | Хотели и ресторани   | Саобраћај, складиштење и везе |
| Мушки  | 1                         | 7                             | 4                                    | 1                    | 2                             |
| Женски | 0                         | 0                             | 3                                    | 0                    | 0                             |
| УКУПНО | 1                         | 7                             | 7                                    | 1                    | 2                             |
| Пол    | Финансијско посредовање   | Некретнине                    | Државна управа и одбрана             | Образовање           | Здравствени и социјални рад   |
| Мушки  | 1                         | 0                             | 12                                   | 1                    | 1                             |
| Женски | 0                         | 1                             | 0                                    | 4                    | 3                             |
| УКУПНО | 1                         | 1                             | 12                                   | 5                    | 4                             |
| Пол    | Остале услужне активности | Приватна домаћинства          | Екстериторијалне организације и тела | Непознато            | Непознато                     |
| Мушки  | 1                         | 0                             | 0                                    | 0                    | 0                             |
| Женски | 0                         | 0                             | 0                                    | 1                    | 1                             |
| УКУПНО | 1                         | 0                             | 0                                    | 1                    | 1                             |